# Autriche au Concours Eurovision de la chanson 2018
L'Autriche est l'un des quarante-trois pays participants du Concours Eurovision de la chanson 2018, qui se déroule à Lisbonne au Portugal. Le pays est représenté par Cesár Sampson et sa chanson Nobody but You, sélectionnés en interne par le diffuseur ORF. L'Autriche termine à la troisième place du classement final, avec 342 points.

## Sélection
L'Autriche a confirmé sa participation au Concours 2018 le 7 juillet 2017, indiquant par la même occasion que la sélection se ferait en interne.
L'annonce de l'artiste sélectionné par le diffuseur autrichien a eu lieu le 5 décembre 2017. Le pays sera représenté par Cesár Sampson, déjà familier du monde de l'Eurovision en tant que coproducteur des performances bulgares de 2016 et 2017. La chanson qu'il interprétera lors du Concours, intitulée Nobody but Yoy, a été présentée le 9 mars 2018.

## À l'Eurovision
L'Autriche a participé à la première demi-finale, le 8 mai 2018. Elle s'y est placée 4e avec 231 points, permettant au pays de se qualifier pour la finale du 12 mai. Lors de celle-ci, l'Autriche remporte le vote des jurys avec 271 points mais n'arrive qu'en 13e place du télévote avec 71 points. Elle arrive finalement en 3e place avec un total de 342 points. Bien que l'Autriche ait déjà remporté le Concours, c'est la première fois qu'elle termine troisième.